# El Pochote, Sinaloa
El Pochote är en ort i Mexiko.   Den ligger i kommunen Guasave och delstaten Sinaloa, i den västra delen av landet, 1 200 km nordväst om huvudstaden Mexico City. El Pochote ligger 11 meter över havet och antalet invånare är 141.
Terrängen runt El Pochote är mycket platt. Runt El Pochote är det ganska tätbefolkat, med 80 invånare per kvadratkilometer. Närmaste större samhälle är Guasave, 19,7 km nordväst om El Pochote. Trakten runt El Pochote består till största delen av jordbruksmark.